# Ignaz Pickel

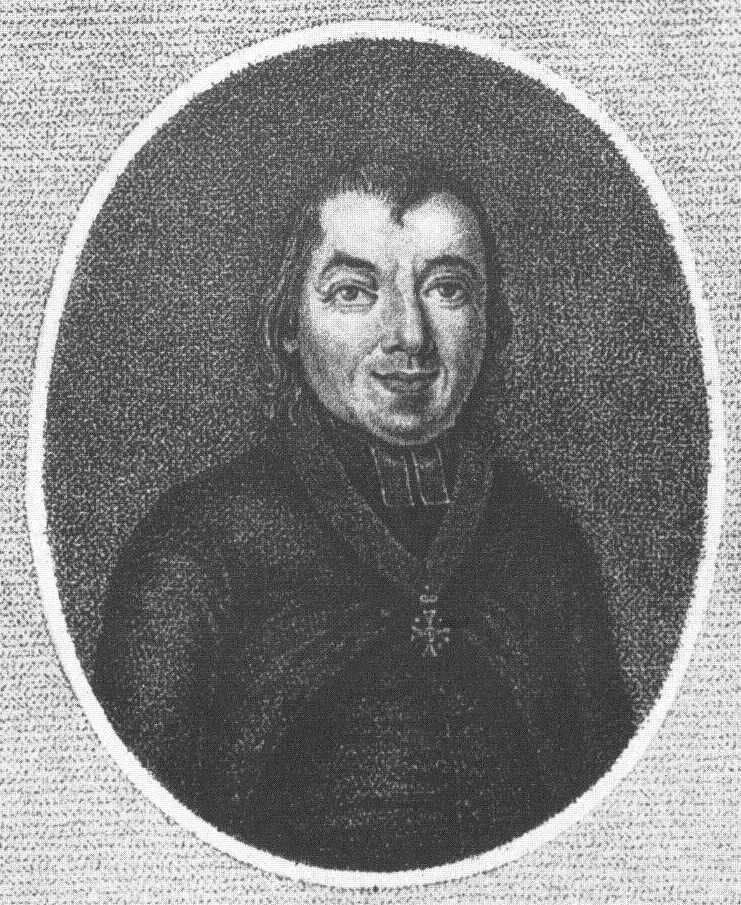
Porträt von Ignaz Pickel, vor 1818

Ignaz Pickel (auch: Johann Igna(t)z Balthasar Pick(e)l; Taufe am 30. Juli 1736 in Eichstätt; † 17. September  1818 in Eichstätt) war ein katholischer Geistlicher (Jesuit/Exjesuit), Astronom, Ur- und Frühgeschichtsforscher, Mathematiker und Lehrbuchautor.

## Leben

### Ausbildung
Pickl war das jüngste von drei Kindern des eichstättisch-fürstlichen Zahlamtsschreibers Bartholomäus Biggel/Pickel (* um 1674; † 1747) und dessen Ehefrau Maria Franziska geb. Ritter aus Wemding (* um 1698; in zweiter Ehe ab 1748 in Eichstätt verheiratet mit Albert Anton Sartori; † 1750). In Eichstätt besuchte er, ab 1750 Vollwaise, von 1746 bis 1752 das von Jesuitengymnasium und von 1752 bis 1754 das Jesuitenlyzeum. 1754 trat er in Landsberg in den Orden der Gesellschaft Jesu ein. Von 1756 bis 1759 studierte er an der Universität Ingolstadt Philosophie, wobei er sich besonders mit Mathematik, Physik und Metaphysik beschäftigte. Sein Studium schloss er mit dem Grad eines Magisters ab.

### Lehr-, Forschungs- und Sammlungstätigkeit
Er lehrte anschließend die untersten Kurse an Schulen in Augsburg (1759/60), in Freiburg im Breisgau (1760–1762) und in München (1762/63). 1763 kam er wieder nach Ingolstadt, um Theologie zu studieren. Gleichzeitig gab er als Repetitor im Jesuitenkonvikt Unterricht in Logik (1763/64), in Physik (1764/65), in Metaphysik (1765/66) und in Mathematik (1766/67). Gleichzeitig beschäftigte er sich mit Astronomie.
Am 13. Juni 1767 erfolgte in Eichstätt die Priesterweihe. 1767/68 hielt er sich zum üblichen Probationsjahr in Ebersberg auf. Danach wurde er nach Ingolstadt zurückberufen, um dort Mathematik zu lehren und das astronomische Observatorium auszubauen. 1769 wurde er Lyzealprofessor für Logik in Regensburg und 1770 Professor für Mathematik und für Hebräisch an der Universität Dillingen; gleichzeitig leitete er dort die Sternwarte und das physikalische Museum der Jesuiten. 1771 und 1772 erschien in Dillingen sein erstes größeres Werk, ein zweibändiges lateinisches Lehrbuch der Mathematik. Noch 1772 kam von ihm eine Arbeit zur praktischen Astronomie in Druck.
Als 1773 der Jesuitenorden durch das päpstliche Breve Dominus ac Redemptor Noster aufgehoben wurde, kehrte Pickel, nun brotlos geworden, nach Eichstätt zurück; Angebote aus Mannheim, dort die im Entstehen begriffene Sternwarte zu leiten, und aus München, dort als Astronom zu lehren, lehnte er ab. In Eichstätt berief ihn Fürstbischof Raymund Anton Graf von Strasoldo auf den Lehrstuhl für Mathematik an sein Lyzeum und übertrug ihm die Einrichtung eines physikalisch-mathematischen Armariums (Instrumentensammlung), das zusammen mit seinem astronomischen Observatorium von 1773 bis 1777 entstand. Ihm unterstand ein Glasschleifer für optische Linsen, der neben dem Observatorium seine Werkstatt hatte. Die Königliche Akademie der Wissenschaften in München nahm ihn 1773 als ordentliches Mitglied auf, ab 1807 war er auswärtiges Mitglied der Akademie.
In Eichstätt verblieb der Exjesuit bis zu seinem Lebensende; wie schon zweimal vorher, lehnte er 1774 einen weiteren Ruf, dieses Mal nach Kanton in China, ab. Neben dem Ausbau des Armariums legte er ein Naturalienkabinett mit Petrefakten und Mineralien an und ergänzte die Sammlung drei Jahrzehnte lang. Als nach der Säkularisation 1808 das Sammlungsgut Pickels zum größten Teil an das Bergamt nach München verbracht wurde, füllte es 43 Kisten; die zugehörige (nicht mehr erhaltene) Beschreibung bestand aus 24 Quartbänden. Die Beschäftigung mit den etwa 20 Waagen in seinem Armarium führte 1814 zu einer Abhandlung Pickels, die in München bei der Königlichen Akademie der Wissenschaften im Druck erschien. Er sammelte auch Münzen und richtete ein Museum römischer und „altdeutscher“ Gegenstände aus seinen prähistorischen Ausgrabungen an, die ebenfalls 1808 nach München wanderten, wobei einiges verloren ging. 1782 erschien sein Werk über die Verbesserung der Visierstäbe zum Ausmessen von Fässern, die er an die Churmainzische Akademie nützlicher Wissenschaften in Erfurt schickte, die ihn daraufhin umgehend zu ihrem ordentlichen Mitglied machte. Ab 1800/1801 lehrte Pickel am Eichstätter Lyzeum zusätzlich Physik.
Mit der staatlich verfügten Aufhebung des Eichstätter Lyzeums am 1. Oktober 1807 (eine Wiedergründung erfolgte erst 1843) wurde Pickel in den Ruhestand versetzt, dozierte aber privat bis zu seinem Tod weiter. Auch seine Veröffentlichungstätigkeit stellte er bis zu seinem Lebensende nicht ein. In Ausführung eines Regierungsauftrages von 1806 beschäftigte er sich mit der Reduzierung der im damaligen Altmühlkreis üblichen ca. 150 verschiedenen Getreidemaße auf das „bairische Maaß“, worüber 1813 eine Abhandlung aus seiner Feder erschien. Ein von ihm erstellter Tarifentwurf für Bäcker und Müller wurde allerdings ohne die Nennung seines Namens veröffentlicht.

### Weitere Interessenfelder
Neben seiner Lehrtätigkeit am Eichstätter Lyzeum stellte er sein Wissen dem Fürstbischof auch in anderen Bereichen zur Verfügung. So nahm er ab 1785 im Auftrag des Fürstbischofs Johann Anton III. von Zehmen als Assessor einer neu gebildeten Forstkommission eine Vermessung und Ausmarkung der Hochstiftswaldungen vor; Ziel war die Einführung einer planmäßigen Forstwirtschaft. Pickels Wald- und Holzvermessungsmethoden wurde noch im gleichen Jahr in Augsburg gedruckt.

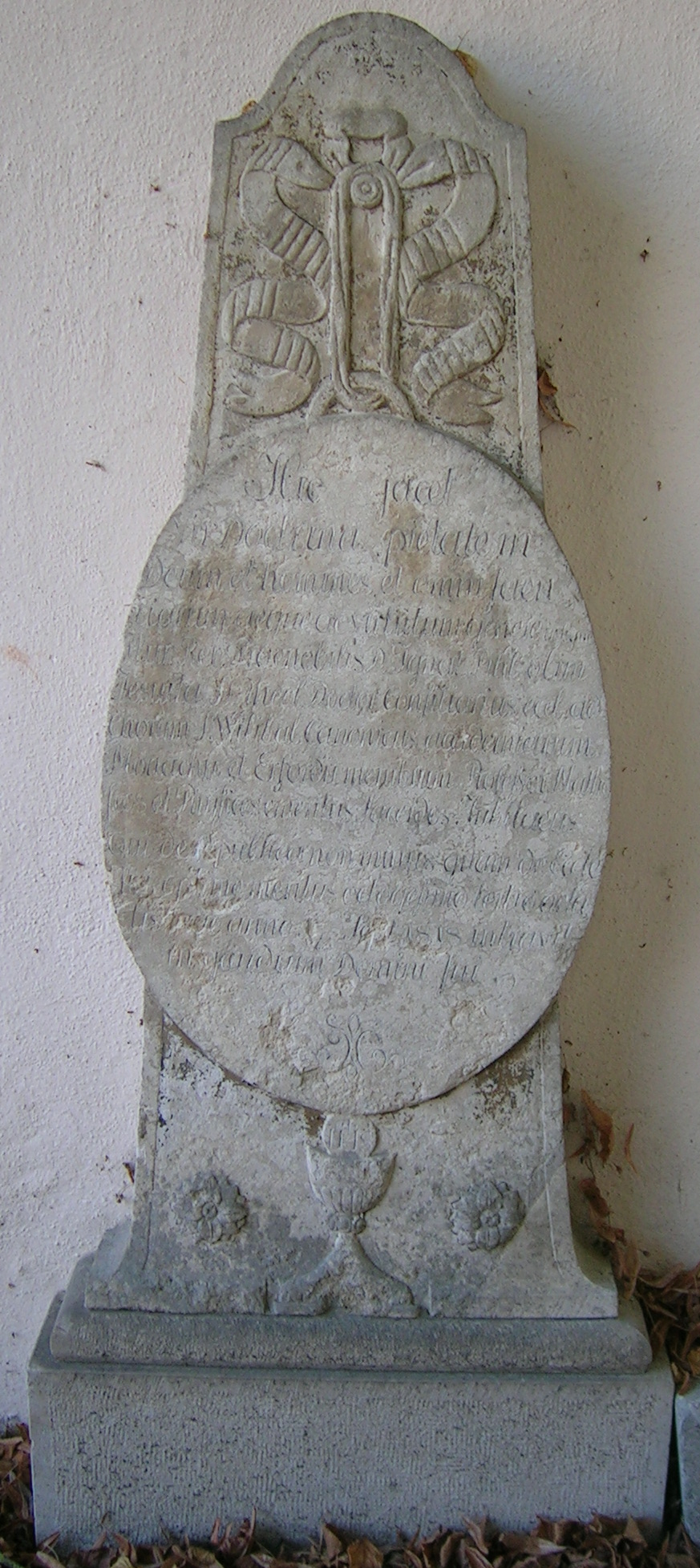
Der Grabstein von Ignaz Pickel im Ostenfriedhof von Eichstätt

Auch machte er 1780 dem Bischof Vorschläge zur Optimierung des fürstbischöflichen Eisenhüttenwerkes Obereichstätt und leitete schließlich 1796/97 den dortigen Vorgang des Eisenerzschmelzens selbst, um seine Verbesserungsvorschläge in der Praxis zu erproben. Daraufhin wurden diese 1797 durch eine bischöfliche Anordnung an die Hof- und Kammerräte für den weiteren Hüttenbetrieb vorgeschrieben. Auch nach der Säkularisation kümmerte sich Pickel, seit 1803 Kanoniker am St. Willibaldschorstift und „frequentirender Hofkammerrath“, noch bis 1807 um das Obereichstätter Werk. Seit 1804 war er zusätzlich, aber wohl nur für kurze Zeit, einer von drei Lehrern eines neu gegründeten Forstlehrinstituts mit zweijährigem Lehrkurs in den Räumen des Armariums.
Sein Interesse galt auch der Archäologie. Er widmete sich forschend dem Limes und nahm 1788 erste Grabungen am römischen Burgus bei Burgsalach vor. Pickl gilt als einer der ersten, der exakte Grabungsunterlagen des rätischen Limes erstellte. Er öffnete an die 100 prähistorische Grabhügel, beschrieb die Funde (1789 im Druck erschienen) und legte eine entsprechende Sammlung an. Seine archäologischen Methoden „eilten seiner Zeit zum Teil um 150 Jahre voraus – Grund genug, ihn als Mitbegründer der Ur- und Frühgeschichtswissenschaft gelten zu lassen.“
Dass er auch philologische Interessen hatte, zeigt neben seiner Hebräisch-Lehrtätigkeit in Dillingen sein griechisches Wörterbuch, das er 1792 im Selbstverlag erscheinen ließ.

## Ehrungen
- Mitglied der Akademie gemeinnütziger Wissenschaften zu Erfurt (1872).[4]
- Ordentliches Mitglied der Akademie der Wissenschaften zu München (philosophisch-historische Klasse) (1773)
- Mitglied der Akademie der Wissenschaften zu Innsbruck (1773)
- Hochfürstlicher Geistlicher Rat (1785)
- Benennung einer Eichstätter Straße nach seinem Namen („Ignaz-Pickl-Weg“)

## Eigene Veröffentlichungen
- Zahlreiche Beiträge in Zeitschriften
- Elementa arithmeticae, algebrae ac geometriae cum sectionibus conicis in usum tironum. Dillingen: Brönner, 2 Bände, 1771 und 1772
- De Micrometris, quae filis constant, in angulum coeuntibus. Dissertatio astronomica practica auctore Ignatio Pickel … cum eodem præside ex astronomia theorica et practica tentamen publicum subiret Alexander Deisch. Dillingen: Brönner, 1772
- Abhandlung von Verbesserung und allgemeinem Gebrauch der Visierstäbe. Eichstätt: J.B. Widenmann, 1782
- Ignaz Pickels praktischer Unterricht, wie man sich bey der Ausmessung, Aufzeichnung und Berechnung grosser Wälder zu verhalten habe, als ein Beytrag zur Forstwirtschaft, sammt der Beschreibung eines Dendrometers. Augsburg: Matthäus Riegers sel. Söhne, 1785
- Abhandlung von einem Secundenperpendikl einer astronomischen Uhr, dessen Länge von der Wärme oder Kälte keine Veränderung leidet. Erfurt: Georg Adam Keyser, 1787[5]
- Beschreibung verschiedener Alterthümer, welche in Grabhügeln alter Deutschen nahe bey Eichstätt sind gefunden worden. Nürnberg: Felseckerische Buchhandlung, 1789; Reproduktion Fürth: VKA-Verlag 1990
- Thesaurus linguae Graecae. 1792
- Authentische Nachricht von einem unweit Eichstätt vom Himmel gefallenen Meteorsteine. Um 1807
- Geschichte der Sündfluth, ihrer Größe und Allgemeinheit. Veröffentlicht von Thomann, 1814
- Theoretisch-praktische Abhandlung über die Natur, Beschaffenheit, und bessere Verfertigung der ungleicharmigen römischen, oder unrichtig so genannten Schnellwagen. In: Denkschriften der Königlichen Academie der Wissenschaften zu München für die Jahre 1814 und 1815, Band V., S. 83–136[6]